# Quand l'amour commande
Pour plus de détails, voir Fiche technique et Distribution.
Quand l'amour commande (Ett farligt frieri) est un film suédois muet réalisé par Rune Carlsten, sorti en 1919.
Ce film est l'adaptation au cinéma d'une œuvre de Bjørnstjerne Bjørnson.

## Fiche technique
- Titre : Quand l'amour commande
- Titre original : Ett farligt frieri
- Titre anglais : A Dangerous Wooing
- Réalisation : Rune Carlsten
- Scénario : Sam Ask, Rune Carlsten d'après une œuvre de Bjørnstjerne Bjørnson
- Cinématographie : Raoul Reynols
- Sociétés de production : Svensk Filmindustri
- Pays de production :  Suède
- Durée : 65 minutes
- Format : Noir et blanc - 1,33:1 - Muet
- Date de sortie : 1919

## Distribution
- Lars Hanson
- Gull Cronvall